# Araci, Covasna
Araci, mai demult Arpătac, (în dialectul săsesc Arndref, în germană Arendorf, Arndorf, în maghiară Árapatak, Árapataka) este satul de reședință al comunei Vâlcele din județul Covasna, Transilvania, România. Se află în partea de vest a județului, în Depresiunea Brașovului.

## Așezare
Satul Araci este situat pe malul drept al râului Olt, pe DN13E la limita județului Covasna cu județul Brașov, în partea de sud-vest a Munților Baraolt, la o altitudine de 506 m. Localitatea este străbătută de pârâul Araci și de râul Groapa Secuilor.

## Scurt istoric
Prima atestare documentară datează din anul 1332, dar săpăturile arheologice ne arată că zona a fost locuită încă din epoca bronzului, pe teritoriul satului descoperindu-se fragmente de vase aparținând acestei epoci. Pe drumul ce duce spre Ariușd, în locul numit Coasta lui Ciulac din dreapta pârâului Ratkos, s-a descoperit o așezare cu ceramică pictată de tip Ariușd-Cucuteni și ceramică de caracter Coțofeni. Pe locul numit Vápa Lorham a fost indicat un cimitir de tip Schneckenberg.
Din a doua epocă a fierului s-au găsit trei brățări de bronz, una ornamentată cu proeminențe în grupuri de câte trei, a doua cu proeminențe și linii în formă de S iar ultima simplă.
În secolul al XIV-lea se construiește biserica reformată, suferind mai multe transformări în anii 1659, 1665 și 1894.
Începând cu anul 1876, satul Araci va aparține de Comitatul Trei Scaune din Regatul Ungariei, apartenență ce se va încheia în anul 1920, odată cu semnarea Tratatului de la Trianon, tratat ce prevedea stabilirea frontierelor Ungariei cu vecinii săi. În perioada interbelică localitatea face parte din zona teritorială a județuluiTrei Scaune.
Odată cu reorganizarea administrativ-teritorială a României din anul 1950, după modelul sovietic, satul Araci va aparține raionului Sfântu Gheorghe din Regiunea Brașov iar odată cu desființatea Regiunii Autonome Maghiare din 1968, de actualul județ Covasna.

## Personalități

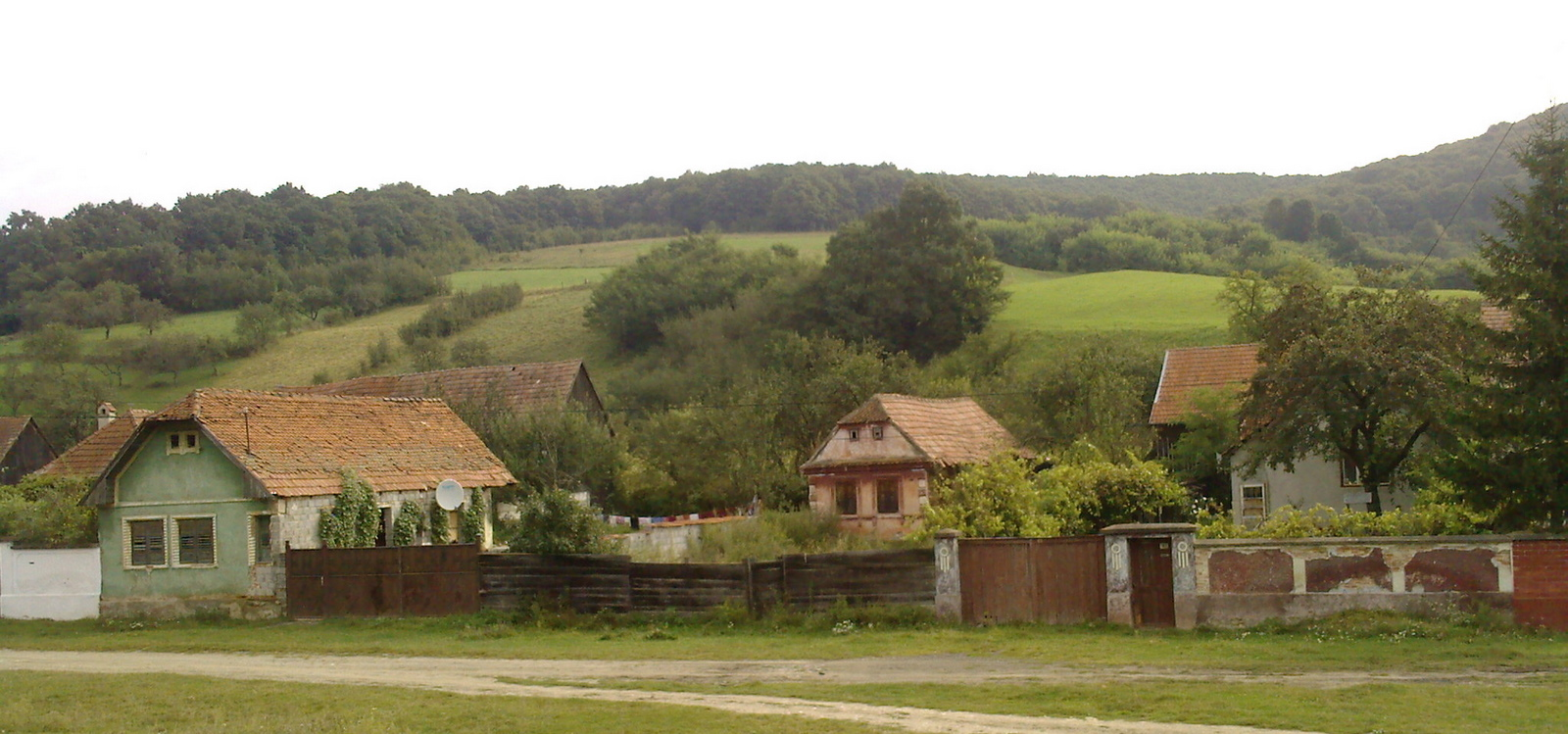
Araci

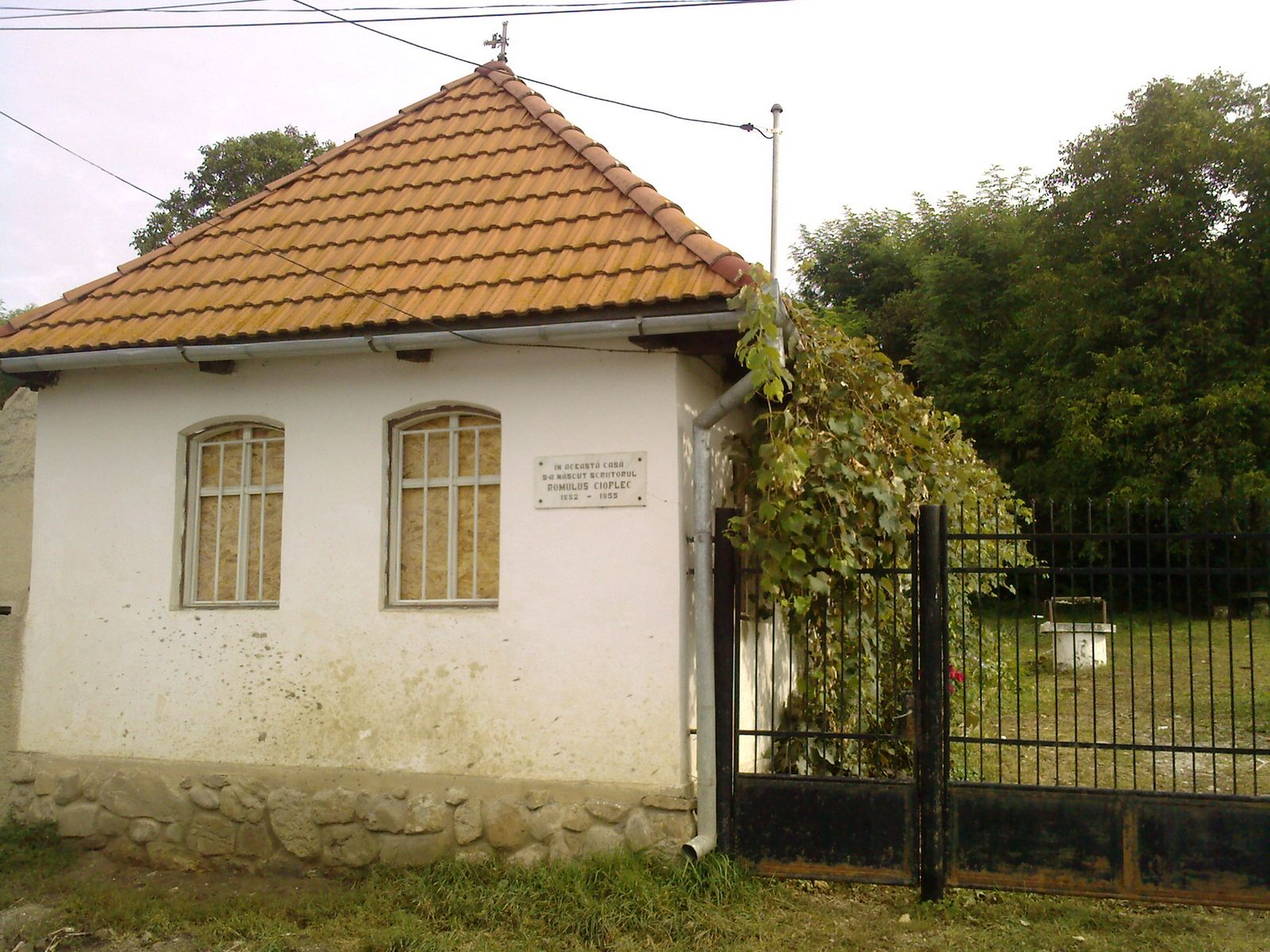
Casa memorială Romulus Cioflec

- Romulus Cioflec (1882-1955), scriitor
- Nicolae Colan (1893-1967), mitropolit
- Gyula Dávid (n. 1928), istoric literar și traducător
- Virgil Nistor (1886 -1963), deputat în Marea Adunare Națională de la Alba Iulia 1928

## Monumente
- Biserica Reformat-Calvină, construită în secolul al XIV-lea, monument istoric
- Capela Ortodoxă, construită în anul 1900
- Casa memorială Romulus Cioflec
- Conacul Domokos din Araci
- Cimitirul Eroilor